# Åkersberga Kanalen
Åkersberga Kanalen är en endagars tryckt gratistidning med annonsfinansiering utgiven på tisdagar i Åkersberga under tiden 1 oktober 1996 till 20 september 2016. Utgivningen har fortsatt men Kungliga Biblioteket har inte bibliograferat tidningen sedan 2016. Redaktionen satt 2013-2016 i Åkersberga. Ansvarig utgivare var Stefan Söderberg 2013-2016. Redaktör var Charlotta Lambertz samma period. Kungliga biblioteket har bara undersökt perioden 2013-2016 tiden före 2013 är okänd. Tidningen ges  ut digitalt tisdagar och distribueras onsdagar till hushållen.

## Historia
På hösten 1996 trycktes tre provtidningar. I februari 1997 föddes Åkersberga Kanalen . Tidningen skulle bära sina kostnader varje nummer.  Vissa veckor  hade den bara åtta sidor. Annonsmängden styrde tidningens storlek. Inger Lindegren, journalist och ansvarig utgivare för Åkersberga Kanalen anställdes sommaren 1997 och Jannica Sundkvist, producent,  några månader senare. Sedan 2005 har tidningen utvecklats från  annonsbladet till  lokaltidning distribuerad till  23 000 hushåll varje vecka året om.

## Tryckning
Förlag  för tidningen heter sedan starten Fix Media AB i Åkersberga. Tryckeriet hette 1 januari till 23 december 2014 MittMedia Print  i Falun  och 30 december 2014 tog Pressgrannar i Linköping  över. Tidningen trycktes med svart + 1-3 färger, numera i fyrfärg på ett tabloidformat med 16-32 sidor. Upplagan var efter 2013 21000 till 22000 exemplar. Annonsomfattning var 2015 68 % och 2016 56%.